# Archips machlopis
Archips machlopis is een nachtvlinder uit de familie van de bladrollers (Tortricidae). De wetenschappelijke naam van de soort is voor het eerst geldig gepubliceerd in 1912 door Meyrick. Hij is wijd verspreid in Zuid-Azië (inclusief Pakistan, Nepal, China, India, Birma, Thailand, Vietnam, Maleisië, Bangladesh en Indonesië: Sumatra, Java).
Het is een klein, onopvallend vlindertje. De spanwijdte is 16-20 mm voor mannetjes en 18-22 mm voor vrouwtjes. De grondkleur van de voorvleugels is bruin-crème, hoewel het tornale (achterste) gedeelte bleek is. De tekening is bruin. De achtervleugels zijn grijsbruin met een gele top. In Maleisië vliegen de volwassen vlinders van juli tot november, in Indonesië in februari en maart en van juli tot september.
Archips machlopis is een schadelijk insect. De larven (rupsen) voeden zich met rupsklaver, klimlelie, Cedrela toonica, zuring, Citrus (o.a. sinaasappels), wilg, lychee en theeplanten. Meestal rollen of binden ze de bladeren van hun waardplant en ze eten die bladeren dan vanuit hun beschutte positie, maar ze kunnen ook gevonden worden in scheuten of zaaddozen.